# Kattara (Schwert)
Das Kattara, ist ein Schwert aus dem Oman.

## Beschreibung
Das ursprüngliche Kattara hat eine gerade, zweischneidige Klinge mit einer scharfen Spitze. Diese Form gab es bereits vor der Zeit Mohammeds. Die Schwerter der arabischen Halbinsel wandelten sich im Laufe der zeit zum gekrümmten Säbel Saif, das Kattara in Oman behielt lange seine ursprüngliche Form. Im 19. Jahrhundert kam die leicht gekrümmte, einschneidige Klinge in Mode. Die Klingen dieser Modelle kamen oftmals aus Europa.